# Micropterix cornuella
Micropterix cornuella là một loài bướm đêm thuộc họ Micropterigidae. Nó được Lees, Rougerie, Zeller & Kristensen miêu tả năm 2010. Nó là loài duy nhất được tìm thấy ở type locality ở bắc Ấn Độ.